# Hoét đá bụng hung
Hoét đá bụng hung (danh pháp hai phần: Monticola rufiventris) là một loại chim trong họ Muscicapidae. Nó được tìm thấy ở các khu vực phía Bắc của Tiểu lục địa Ấn Độ, về phía đông đến một số khu vực ở Đông Nam Á. Phạm vi của nó bao gồm Bangladesh, Bhutan, Ấn Độ, Tây Tạng, Lào, Myanmar, Nepal, Pakistan, Thái Lan, và Việt Nam. Môi trường sống tự nhiên của chúng là các khu rừng ôn đới. Con trống có bụng hung như tên gọi, nhưng con mái không có bụng màu hạt dẻ hoặc lông sáng màu xanh da trời như con trống.

## Hình ảnh

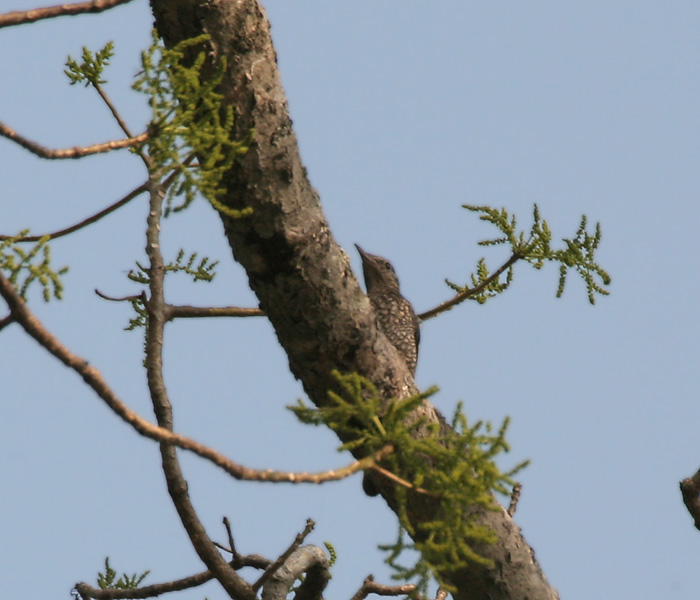
Female at Jayanti in Buxa Tiger Reserve in Jalpaiguri district of West Bengal, Ấn Độ.
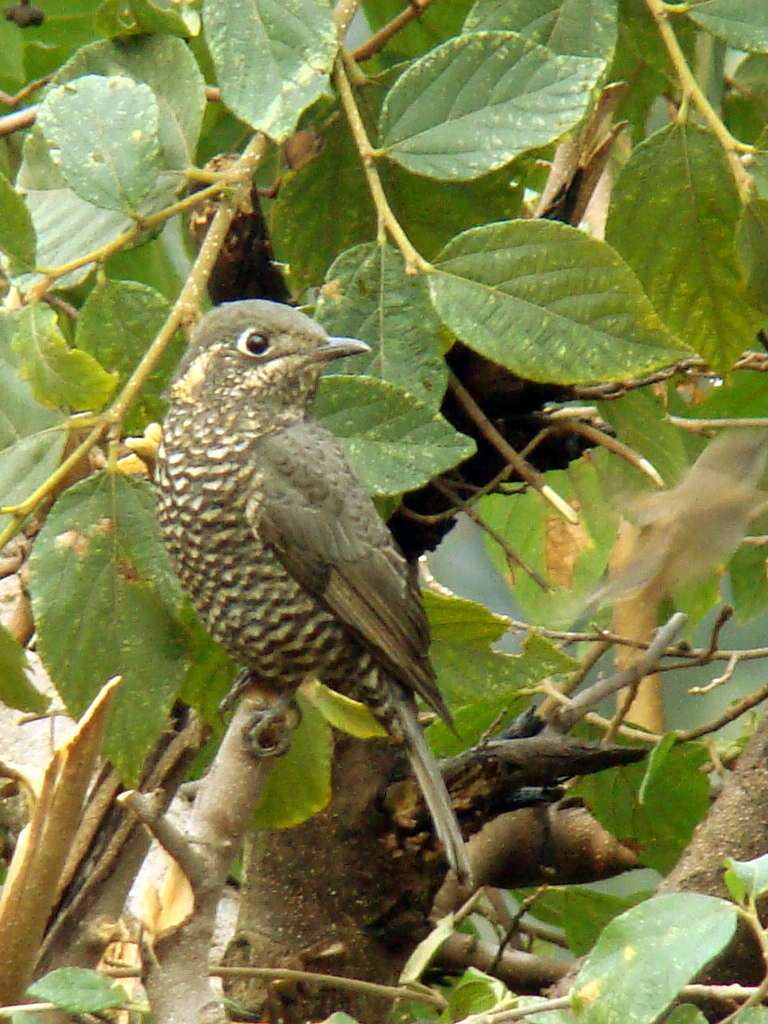
Female at Kausani, Ấn Độ.